# Den stygga flickans rackartyg
Den stygga flickans rackartyg, på spanska Travesuras de la niña mala, är en roman av den peruanske författaren och nobelpristagaren i litteratur Mario Vargas Llosa. Romanen publicerades första gången 2006 och utgavs i svensk översättning 2007.
Huvudpersonen i boken, Ricardo Somocurcio, är peruan, men emigrerar till Paris där han arbetar som tolk och översättare. Som tolk besöker han olika städer speciellt i Europa och stöter ihop med olika personer av betydelse för honom. Mario Vargas Llosa har tidigare bott på samma platser som Ricardo. 
Enligt uttalanden från författaren handlar det om hans första kärleksroman. I boken berättar han om den plågsamma och sjukliga relationen mellan två älskande under fyra decennier, mot en bakgrund av tumultartade politiska och sociala förändringar som de upplever under andra hälften av 1900-talet på platser som Lima, Paris, London, Tokyo och Madrid.

## Handling
Huvudpersonen Ricardo Somocurcio, som i början av berättelsen är en tonåring från den högre medelklassen i Lima, kommer från kvarteren i Miraflores. Hans liv blir fördömt från stunden han möter den unga chilenskan. 
Andra gestalter i verket är: Cojinova Lañas, Simanuel, Tico Tiravante, Laurita, Vïcto Ojeda, Inge, Juan Barreto, Ilse och tant Alberta.
När han upptäcker att hon inte egentligen är någon chilenita, försvinner denna flicka ur Ricardos liv. När så tiden går uppfylls Ricardos dröm om att leva och bo i Paris, en stad som hans far talade med honom om när han var barn. Här får han arbete som översättare vid Unesco. I den franska huvudstaden kommer han senare att möta den unga flickan, kamrat Arlette, med annat namn och på väg till Kuba och med avsikten att gå med i gerillan av personliga skäl. Denna lycksökerska följer Ricardos väg till London, Tokyo och Madrid i möten och tvister, och han gör kärleken till sitt sätt att leva, sin nyskapelse.
Fastän placeringen av romanen i tidens gång löper genom väsentliga politiska händelser, går dessa aldrig ifrån att vara något man ser endast från sidan. Romanens absoluta centrum är huvudpersonens känslor gentemot den stygga flickan, som trots att hon tusen gånger blir beslagen med lögn, tusen gånger krossar hans hjärta och sänker honom i depressioner då han bedyrar att glömma henne, likväl kommer han tillbaka tusen gånger och känner åter att han älskar henne mer än någonsin och han faller i hennes garn.
Romanen visar Vargas Llosas utveckling mot teman av erotisk karaktär, han beskriver här sexuella scener med tydliga sexuella uttryck, skissat i hans romaner "Till styvmoderns lov" (1988, på svenska 1992) och "Don Rigobertos anteckningsböcker " (1997, på svenska 2000), där denna aspekt är ännu mer accentuerad.